# Alexander Frey
Alexander Frey, född 7 juni 1877 i Veckelax, död 28 november 1945 i Helsingfors, var en finländsk politiker och senator. 
Frey var en av den finska självständighetsdeklarationens undertecknare 1917. Han etablerade sig under finska inbördeskriget som en av fyra medlemmar i Vasasenaten. Han ledde krigsexpeditionen och justitieexpeditionen. Han var en av medlemmarna i delagationen som deltog i förhandlingarna i Dorpat.
Frey var även chef för Liittopankki från 1924, chef för Föreningsbanken mellan 1928 och 1945. 